# San Román (Piloña)
San Román (asturisch Soribes) ist eines von 24 Parroquias der Gemeinde Piloña der autonomen Region Asturien in Spanien.
Die 243 Einwohner (2011) leben in 13 Dörfern auf einer Fläche von 7,11 km2; 3 km von Infiesto, dem Verwaltungssitz der Gemeinde Piloña entfernt. Der Río Piloña fließt durch das Parroquia.

## Sehenswürdigkeiten
- Kirche San Román
- keltische Wallburg in Argandes

## Regelmäßige Veranstaltungen
- 9. August, Fest des Schutzheiligen San Roman

## Dörfer und Weiler in der Parroquia
- Argandenes – 45 Einwohner 2011 43° 21′ 47″ N, 5° 19′ 56″ W
- San Miguel – 10 Einwohner 2011 43° 21′ 49″ N, 5° 19′ 10″ W
- San Román – 57 Einwohner 2011 43° 21′ 34″ N, 5° 19′ 42″ W
- Valles – 80 Einwohner 2011  43° 22′ 2″ N, 5° 18′ 50″ W
- Acebedo – 18 Einwohner 2011
- La Aguilera – 1 Einwohner 2011
- Pandoto (Pandotu) – unbewohnt 2011
- Pascual – 4 Einwohner 2011
- San Pedro – 8 Einwohner 2011
- Soto de San Roman – 10 Einwohner 2011
- Torion – 2 Einwohner 2011
- Villartemi – 5 Einwohner 2011
- Campo Redondo – 3 Einwohner 2011